# 温州府学文庙

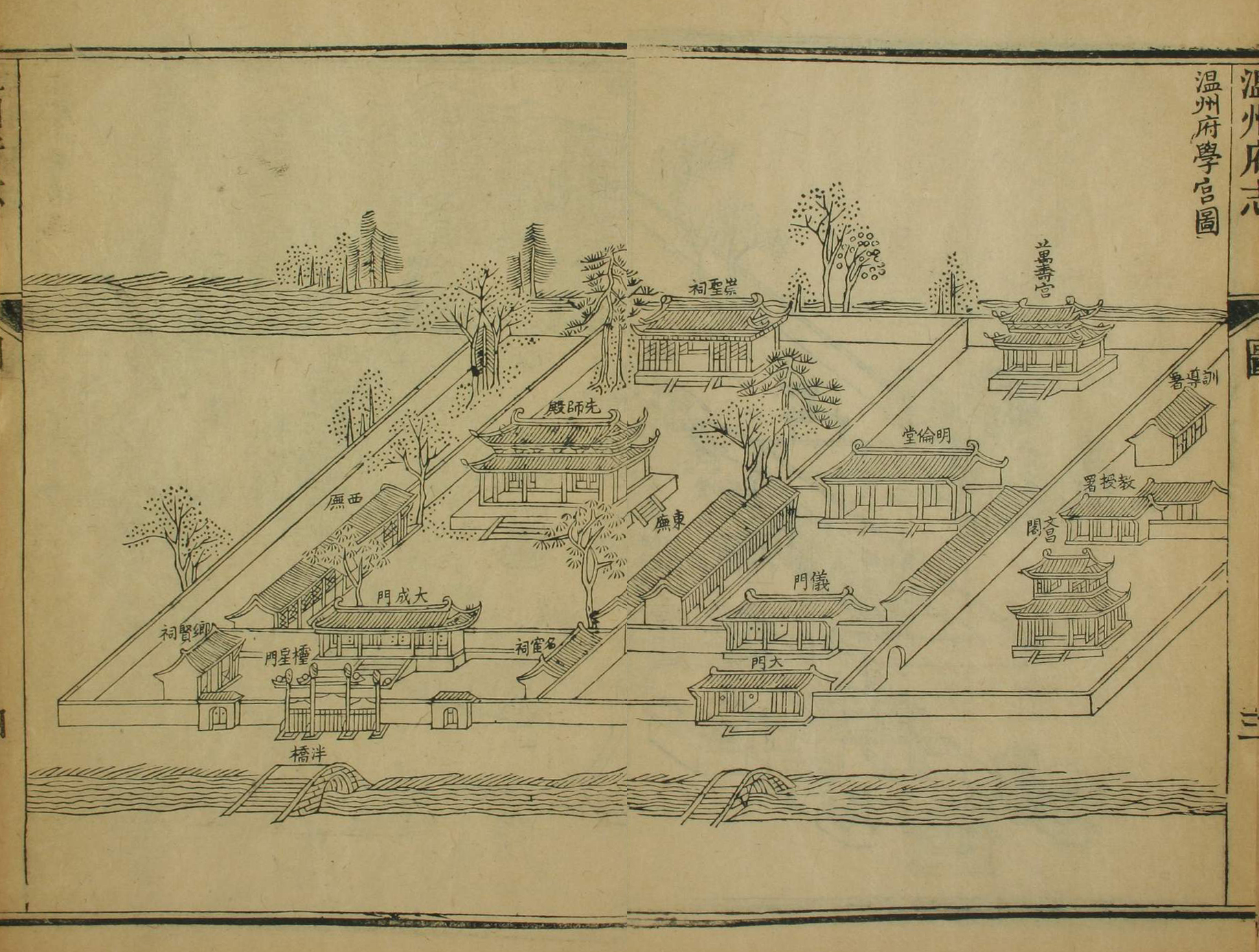
清乾隆《温州府志》温州府学宫图

温州府学文庙为旧温州府的官学、文庙，位于旧温州府城东南，大南门内。清末以来移作它用，逐渐拆除。旧址处今建有温州府学文庙展示馆。

## 历史
东晋太宁元年（323），永嘉郡建置，旋即于华盖山下设立永嘉郡学，是浙江最早建立的二级行政区地方官学之一。北宋天禧三年（1019），温州州学迁移至州治东南的九星宫故址。熙宁（1068-1077）初曾一度改迁至州治西南的元封观故址，元祐五年（1090）又迁回原九星宫处。此后历经兵火，屡加修缮，而再未迁移。:22:2459
据清乾隆二十七年（1762）《温州府志》记载，当时的温州府学宫为左学右庙布局。文庙在西，由先师殿、東西兩廡、大成門、棂星门、崇聖祠等组成；官学在东，有明倫堂、万寿宫、尊經閣（文昌阁）等建筑。
清末废除科举制度以来，学宫逐渐挪为它用，拆旧建新。1927至1954年，旧府学西首用作中学校舍，期间曾受侵华日军严重破坏。1958年，改建成温州市工人文化宫。旧府学东首曾用作中国国民党永嘉县党部驻地，修建公共大礼堂。1951年，改建成温州市人民大会堂。府学虽已不存，地名“府学巷”仍沿用至今。:105,121-126
人民大会堂与工人文化宫于21世纪初先后迁离府学巷，旧建筑于2013、2014年间拆除，原址改修建购物中心。购物中心二、三层设立温州府学文庙展示馆，于2019年开馆，展示温州地区教育事业和儒学思想之历史；南广场重建泮桥、棂星门等露天建筑，打造“府学儒风”景观。